# Proceratophrys palustris
Proceratophrys palustris é uma espécie de anfíbio  da família Odontophrynidae.
É endémica do Brasil.
Os seus habitats naturais são: regiões subtropicais ou tropicais húmidas de alta altitude, campos de gramíneas subtropicais ou tropicais secos de baixa altitude e rios intermitentes.
Está ameaçada por perda de habitat.